# إرنست جايمي
إرنست جايمي (بالفرنسية: Ernest Jaime)‏ هو كاتب مسرحي ورسام فرنسي، ولد في 28 أبريل 1804 في باريس في فرنسا، وتوفي في 6 يونيو 1884 في فرساي في فرنسا.